# Эрнандес, Хорхе Даниэль
Хорхе Даниэль Эрнандес Говеа (исп. Jorge Daniel Hernández Govea; род. 10 июня 1989, Сан-Луис-Потоси, Мексика) — мексиканский футболист, полузащитник клуба «Пачука» и сборной Мексики.

## Клубная карьера
Эрнандес начал карьеру в клубе «Хагуарес Чьяпас». 10 августа 2008 года в матче против «Сан-Луиса» он дебютировал в мексиканской Примере. 7 марта 2010 года в поединке против «Гвадалахары» Хорхе забил свой первый гол за «Чьяпас».
Летом 2012 года Эрнандес перешёл в «Пачуку». 23 июля в матче против «Атланте» он дебютировал за новый клуб. В 2016 году Хорхе стал чемпионом Мексики. В 2017 году Эрнандес помог «Пачуке» выиграть Лигу чемпионов КОНКАКАФ.

## Международная карьера
11 июня 2011 года в товарищеском матче против сборной Венесуэлы Эрнандес дебютировал за сборную Мексики.
В 2017 году Эрнандес стал бронзовым призёром Золотого кубка КОНКАКАФ. На турнире он сыграл в матчах против Сальвадора и Кюрасао.

## Достижения
Командные
 «Пачука»
- Чемпионат Мексики по футболу — Клаусура 2016
- Победитель Лиги чемпионов КОНКАКАФ — 2016/2017

Международные
 Мексика
- Золотой кубок КОНКАКАФ — 2017